# Council Skies
Council Skies es el cuarto álbum de estudio de la banda de rock británico Noel Gallagher's High Flying Birds. Producido por Gallagher y el veterano ingeniero Paul Stacey, fue lanzado el 2 de junio de 2023 a través del sello Sour Mash Records de Gallagher. Es el primer álbum que Gallagher graba en su propio estudio de grabación: Lone Star Studios con sesiones de cuerdas en Abbey Road Studios en abril de 2022. Se han lanzado cinco sencillos del álbum: «Pretty Boy», «Easy Now», «Dead to the World», «Open the Door, See What You Find» y la canción principal «Council Skies».

## Lista de canciones
Todas las canciones escritas y compuestas por Noel Gallagher, excepto las pistas 3 y 13 del CD extra, escritas por John Lennon y Bob Dylan respectivamente. 
| N.º | Título                                                | Duración |  |
| 1.  | «I'm Not Giving Up Tonight»                           | 4:06     |  |
| 2.  | «Pretty Boy»                                          | 4:48     |  |
| 3.  | «Dead to the World»                                   | 4:09     |  |
| 4.  | «Open the Door, See What You Find»                    | 3:59     |  |
| 5.  | «Trying to Find a World That's Been and Gone: Part 1» | 2:57     |  |
| 6.  | «Easy Now»                                            | 3:52     |  |
| 7.  | «Council Skies»                                       | 4:39     |  |
| 8.  | «There She Blows!»                                    | 3:56     |  |
| 9.  | «Love Is a Rich Man»                                  | 4:21     |  |
| 10. | «Think of a Number»                                   | 5:41     |  |

| Bonus track on the limited CD edition |                                    |          |  |
| N.º                                   | Título                             | Duración |  |
| 11.                                   | «We're Gonna Get There In the End» | 4:13     |  |

| Bonus track on the Japanese CD |                       |          |  |
| N.º                            | Título                | Duración |  |
| 11.                            | «Easy Now» (Acoustic) | 3:36     |  |

| Bonus 7" on the limited LP edition |                                    |          |  |
| N.º                                | Título                             | Duración |  |
| 1.                                 | «We're Gonna Get There In the End» | 4:13     |  |
| 2.                                 | «Pretty Boy» (Acoustic)            | 4:47     |  |

| Bonus CD en la edición de lujo |                                                       |          |  |
| N.º                            | Título                                                | Duración |  |
| 1.                             | «Don't Stop...»                                       | 4:45     |  |
| 2.                             | «We're Gonna Get There In the End»                    | 4:13     |  |
| 3.                             | «Mind Games»                                          | 4:32     |  |
| 4.                             | «Pretty Boy» (Instrumental)                           | 4:50     |  |
| 5.                             | «Dead to the World» (Instrumental)                    | 4:13     |  |
| 6.                             | «Council Skies» (Instrumental)                        | 4:42     |  |
| 7.                             | «Think of a Number» (Instrumental)                    | 5:46     |  |
| 8.                             | «I'm Not Giving Up Tonight» (David Holmes Remix)      | 5:42     |  |
| 9.                             | «Think of a Number» (Pet Shop Boys Remix)             | 5:12     |  |
| 10.                            | «Pretty Boy» (Robert Smith Remix)                     | 5:43     |  |
| 11.                            | «Council Skies» (The Reflex Revision)                 | 5:25     |  |
| 12.                            | «Flying on the Ground» (Radio 2 Session, 08/09/21)    | 3:14     |  |
| 13.                            | «You Ain't Goin' Nowhere» (Radio 2 Session, 08/09/21) | 2:17     |  |
| 14.                            | «Live Forever» (Radio 2 Session, 08/09/21)            | 4:49     |  |